# Hammarskogen
Hammarskogen är en tidigare småort i Västerhaninge socken i Haninge kommun, Stockholms län. Från 2015 innefattas området i Västerhaninge tätort.